# Ole Christian Eidhammer
Ole Christian Eidhammer   (Molde, 15 d'abril de 1965) és un saltador noruec, ja retirat, que va competir durant la dècada de 1980.
El 1984 va prendre part en els Jocs Olímpics d'Hivern de Sarajevo, on fou divuitè en la prova del Salt llarg individual del programa de salt amb esquís. Quatre anys més tard, als Jocs de Calgary, va disputar tres proves del programa de salt amb esquís. En les proves individuals finalitzà en posicions força endarrerides, mentre en la prova del salt llarg per equips guanyà la medalla de bronze formant equip amb Jon Inge Kjørum, Ole Gunnar Fidjestøl i Erik Johnsen.
En el seu palmarès també destaca una medalla de plata en la prova de salt llarg per equips al Campionat del Món de 1987 que es va disputar a Oberstdorf, així com dos subcampionats nacionals. Es retirà a finals de 1989.